# Grupo B de la Liga de Campeones de la Concacaf 2016-17
El grupo B de la Liga de Campeones de la Concacaf 2016-17 es uno de los ocho grupos en los que se divide el campeonato. Cada grupo está conformado por tres equipos, sin que se repitan conjuntos de la misma nación. Este grupo está conformado por CD Dragón de El Salvador, Saprissa de Costa Rica y Portland Timbers de Estados Unidos. Califica a cuartos de final el primer lugar del grupo.

## Participantes
| Bandera de El Salvador | Bandera de Costa Rica | Bandera de Estados Unidos |  |
| C.D. Dragón            | Deportivo Saprissa    | Portland Timbers          |  |
|                        | Clasificado           |                           |  |
| ---------------------- | --------------------- | ------------------------- |  |

## Estadios
|                                                                                         | |                                                                                        |  |
|                                                                                         | |                                                                                        |  |
| Estadio Cuscatlán Ciudad: San Salvador Capacidad: 53.400 espectadores Club: C.D. Dragón | Estadio Ricardo Saprissa Aymá Ciudad: San José Capacidad: 23.112 espectadores Club: Deportivo Saprissa | Providence Park Ciudad: Portland Capacidad: 20.438 espectadores Club: Portland Timbers |  |

- Notas:
- C.D. Dragón realiza sus juegos de local en el Estadio Juan Francisco Barraza de San Miguel, pero el estadio no aprueba los estatutos de la CONCACAF debido a su deterioro.

## Tabla de posiciones
| Equipo             | Pts | PJ | PG | PE | PP | GF | GC | Dif |
| ------------------ | --- | -- | -- | -- | -- | -- | -- | --- |
| Deportivo Saprissa | 8   | 4  | 2  | 2  | 0  | 11 | 3  | 8   |
| Portland Timbers   | 7   | 4  | 2  | 1  | 1  | 7  | 7  | 0   |
| Dragón             | 1   | 4  | 0  | 1  | 3  | 2  | 10 | -8  |

### Partidos

#### Jornada 1
| 3 de agosto de 2016, 19:00 (UTC-7) | Portland Timbers           | 2:1 (1:0) | Dragón     | Providence Park, Portland |                          |
|                                    | McInerney 21' · Valeri 90' | Reporte   | Howell 76' | Árbitro(s): Jafeth Perea  | Árbitro(s): Jafeth Perea |

| 18 de agosto de 2016, 20:00 (UTC-6) | Saprissa                                                            | 6:0 (4:0) | Dragón | Estadio Ricardo Saprissa Aymá, San José |                              |
|                                     | Blackburn 4' 88' · Calvo 10' · Angulo 18' · Torres 22' · Segura 90' | Reporte   |        | Árbitro(s): Mathieu Bourdeau            | Árbitro(s): Mathieu Bourdeau |

#### Jornada 2
| 25 de agosto de 2016, 20:00 (UTC-6) | C.D. Dragón | 0:0     | Deportivo Saprissa | Estadio Cuscatlán, San Salvador |                               |
|                                     |             | Reporte |                    | Árbitro(s): Fernando Guerrero   | Árbitro(s): Fernando Guerrero |

| 14 de septiembre de 2016, 20:00 (UTC-6) | Deportivo Saprissa                                        | 4:2 (2:1) | Portland Timbers    | Estadio Ricardo Saprissa Aymá, San José |                            |
|                                         | Segura 33' · Angulo 45' (pen.) 73' (pen.) · Ronchetti 60' | Reporte   | Valeri 6' · Adi 68' | Árbitro(s): Yadel Martínez              | Árbitro(s): Yadel Martínez |

#### Jornada 3
| 27 de septiembre de 2016, 20:00 (UTC-6) | C.D. Dragón | 1:2 (0:0) | Portland Timbers    | Estadio Cuscatlán, San Salvador |                         |
|                                         | Melara 54'  | Reporte   | Adi 79' · Nagbe 90' | Árbitro(s): José Kellys         | Árbitro(s): José Kellys |

| 19 de octubre de 2016, 19:00 (UTC-7) | Portland Timbers | 1:1 (0:1) | Deportivo Saprissa | Providence Park, Portland |                          |
|                                      | McInerney 57'    | Reporte   | Blackburn 23'      | Árbitro(s): Walter López  | Árbitro(s): Walter López |